# Isla Saltés
La isla Saltés es una pequeña isla fluvial localizada en la ría de Huelva, en las inmediaciones de las localidades onubenses de Huelva y Punta Umbría. En la actualidad pertenece al paraje natural de Marismas del Odiel. Está catalogado como patrimonio histórico andaluz

## Geografía

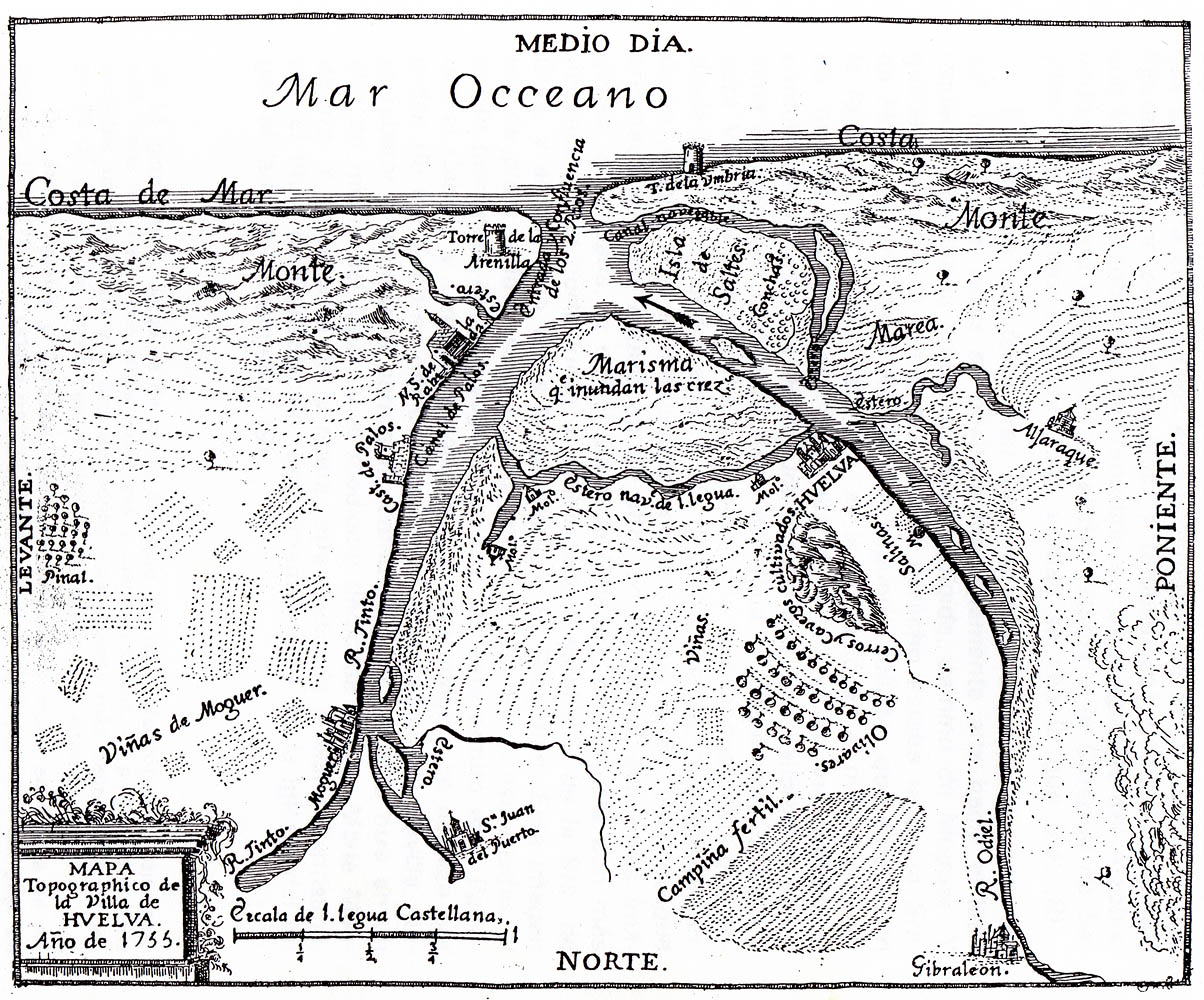
Mapa topográfico de la Villa de Huelva y los Lugares colombinos en 1735. En la zona superior se aprecia la Isla de Saltés entre la ría y el río Odiel.

La zona se encuentra en el segundo humedal más grande de Andalucía. Sobre su suelo arenoso se desarrolla un importante ecosistema de flora y fauna, destacando de esta última especies como espátulas, flamencos, garzas y cigüeñas.

## Restos de la ciudad de Salthish
«El mar rodea la isla de Salthish por todas las partes; en una de ellas, sólo está separada del continente por un brazo de mar [de escasa] anchura (...); por allí pasan sus habitantes para buscar el agua necesaria (...) Hay pozos de agua dulce, de donde se puede sacar agua sin descender mucho, y también hermosos jardines. Esta isla posee las especies más bellas de pinos, grandes pastos siempre verdes y fuentes de agua dulce; los lacticinios y las leguminosas son excelentes (Al-Idrisi)

Además de su valor ecológico por situarse en una zona de marismas y anidamiento de aves destaca por su valor arqueológico para la zona. Ha sido frecuente relacionarla con la capital de Tartessos. Así lo hizo, en su Ora Marítima, el poeta romano Rufo Festo Avieno en el siglo IV cuando podría referirse a ella como la "isla entre dos ríos". Anteriormente, Estrabón (III,5,5) hablaba de los viajes de los marineros fenicios a la zona desde el VIII a. C. cuyo oráculo les indica que deben edificar un templo a Hércules. Lo cierto es que entre la leyenda y la referencia bíblica —el Tarschish de "El Libro de los Reyes"—, Tartessos contacta con el mundo griego a mediados del siglo VII a. C.
Si bien también se han constatado recientemente la existencia de instalaciones de época romana relacionadas con la pesca y el salazón lo que destaca son los restos de la ciudad-asentamiento de época hispanomusulmana. La ciudad se sitúa cronológicamente hacia los siglos X y XI, sobre todo cuando fue sede del Reino de Taifas de los Baikríes, primero, y Reino de Taifas del señor de Umba y Xaltis —Huelva y Saltés— (después) bajo el reinado de Abd al-Aziz al-Bakrí. A partir de 1052 se produce su lento abandono cuando los dominios de al-Bakrí son conquistados por al-Mutadid y es confinado en la isla. En época cristiana la ciudad ya había sido abandonada existiendo únicamente algunas instalaciones civiles (leprosería) y religiosas (ermita). En la actualidad los terrenos de esta ciudad están en un espacio de titularidad privada.
Por los estudios realizados se estima que la ciudad tenía una planta inusuálmente regular para el modelo árabe y con una fortaleza central de 70x40 metros de perímetro. La población se dedicaba al comercio de metal y la metalurgia aprovechando la cercanía de las minas del norte, cuyos minerales llegaban a la ciudad y a la cercana Onuba a través del actualmente conocido como Río Tinto. Por la situación marítima de la ciudad también se dedicaban a la pesca y al comercio.

## Batalla de la isla Saltés
En 1381 se produjo en sus inmediaciones la llamada "batalla de la isla Saltés", en la que la escuadra del comandante castellano Fernando Sánchez de Tovar venció a los portugueses durante la tercera guerra fernandina.

## Campo de prisioneros
Campo de prisioneros de la guerra civil española entre 1937 y 1939. Estos fueron principalmente catalanes, cautivos tras la caída de Cataluña en febrero de 1939. Pudieron sobrevivir gracias a las ayudas clandestinas de los habitantes de Punta Umbría, pues no tenían ni ropas, ni comida, ni tan siquiera agua potable... En esas duras condiciones, además, los falangistas, con población reclutada bajo el miedo, realizaban escarnios frecuentes a los presos, insultándolos y tirándoles hasta basura para así ahondar la humillación de los presos. El franquismo declaró que tenían a 1594 cautivos en abril de 1939, pero al acceder en 2010 a los archivos del Tribunal de Cuentas se ha podido constatar que fueron internados más de 3000 presos republicanos.